# Випадкова любов (фільм, 1990)
«Випадкова любов» (англ. Love at Large, також відомий як Любов крупним планомЄ ВЕЛИКИЙ ПЛАН (КІНЕМАТОГРАФ) або ЗБЛИЗЬКА[джерело?]) — американський триллер режисера Алана Рудольфа 1990 року.

## Сюжет
Приємна, інтригуюча та весела пародія на детективний фільм з історією про приватного детектива, якого найняла таємнича жінка. Навіть начебто передбачені моменти раптом підносять несподівані повороти подій.
Гаррі Доббс (Том Беренджер) — приватний детектив. Його чергова клієнтка - шикарна дама (Арчер), яка доручає Доббс стежити за колишнім чоловіком і з'ясувати, хто його нова пасія. У перший день стеження Доббс приймає стороннього чоловіка (Теда Левайна) за свій «об'єкт» і з'ясовує масу провокативних подробиць його життя.
Виявляється у того дві дружини (О'Тул, Кепшоу). Паралельно ревнива подруга детектива наймає початківця детектива Стеллу (Перкінс), щоб стежити за Доббс. Два приватних детектива, двоє підозрюваних, дві дружини і безліч інших персонажів постанють в цьому комедійному, любовному трилері.

## В ролях
- Том Беренджер — детектив Гаррі Доббс
- Елізабет Перкінс — Стелла Винковскі
- Енн Арчер — міс Долан
- Кейт Кепшоу — місіс Еллен МакГро
- Аннет О’Тул — миісіс Кінг
- Тед Левайн — Фредерик Кінг / Джеймс МакГро
- Кевін О’Коннор — художник
- Ніл Янг — Рік
- Енн Магнусон — Доріс
- Рубі Ді — Коррін Дарт
- Барі Міллер — Марті
- Міган Лі Окс — посильний
- Гейлард Сартейн — таксист
- Роберт Гулд — бармен таверни
- Дірк Блокер — Хайрам Калмер, продавець старих авто